# 路德維希·利奧波德 (霍恩洛厄-瓦爾登堡-巴滕施泰因)
路德維希·利奧波德（德語：Ludwig Leopold zu Hohenlohe-Bartenstein，1731年11月15日—1799年6月14日），霍恩洛厄-巴滕施泰因親王，卡爾·菲利普之子。

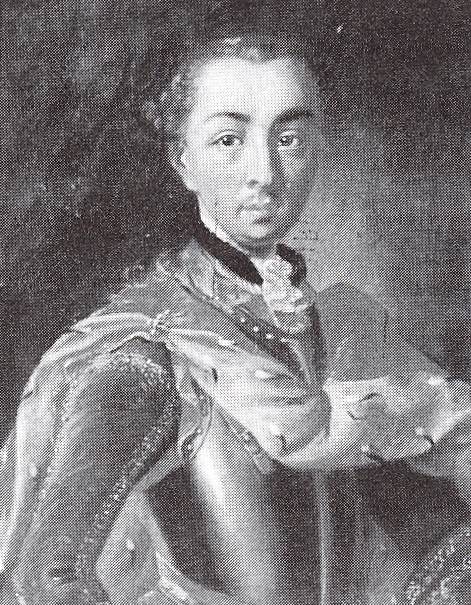
路德維希·利奧波德

## 家庭
1757年，路德維希·利奧波德與波呂克塞娜·馮·林堡-斯提隆（Polyxena von Limburg-Stirum）結婚，兩人共有2子5女：
1. 索菲亞·卡羅琳娜（1758年—1836年）
2. 瑪麗亞·約瑟法（1760年—1811年）
3. 瑪麗·利奧波汀（1761年—1807年）
4. 約瑟法·伊莉莎白（1763年—1796年）
5. 路德維希·阿洛伊斯（1765年—1829年）
6. 卡爾·約瑟夫（1766年—1838年）
7. 法蘭西絲卡·路易絲（1770年—1812年）